# Macha (godin)

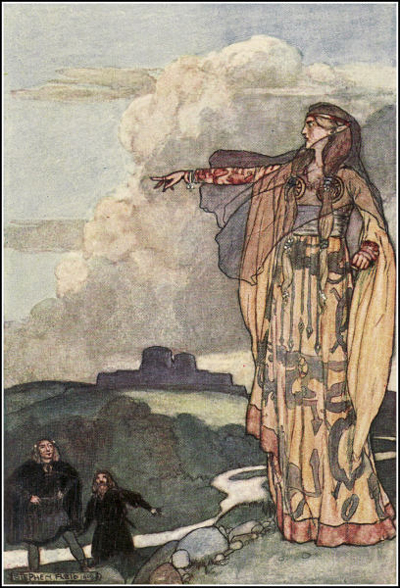
Macha vervloekt de Ulaid, illustratie van Stephen Reid in The Boys' Cuchulainn (1904) van Eleanor Hull

Macha is een godin uit de Ierse mythologie. Macha is befaamd om haar snelheid. Ze is bij Crunniuc de moeder van de tweeling Fir (waar) en Fial (bescheiden). Ze is de dochter van Sainrith zoon van Imbath.

## Verhaal
In De barensweeën van de Ulaid en De tweeling van Macha wordt het verhaal verteld, hoe Macha plotseling bij de weduwnaar Crunniuc zoon van Agnoman zoon van Curir Ulad zoon van Fiatach zoon van Urmi in huis kwam. Ze bracht er welvaart. Toen Crunniuc naar een kermis ging drukte ze hem op het hart vooral niets doms te zeggen, maar toen bij de wagenrennen de koning winnaar was pochtte Crunniuc dat zijn vrouw harder kon lopen dan de paarden van de koning. Crunniuc werd daarop gevangen genomen en zijn vrouw moest komen bewijzen dat ze inderdaad zo hard kon lopen. Haar barensweeën waren begonnen, maar geen van de Ulaid stak een hand uit om haar te helpen. Daarom vervloekte ze hen en zei dat de plaats naar haar en haar kinderen zou worden vernoemd: Emuin Macha (de tweeling van Macha). Hoewel zwanger was ze sneller dan de paarden van de koning en ze beviel voor de koningswagen van een tweeling: de jongen Fir (waar) en het meisje Fial (bescheiden). De mannen die haar hoorden schreeuwen leden vijf dagen en vier nachten lang de pijn van een geboorte en hetzelfde ondergingen hun nakomelingen tot in de negende generatie. Negen generaties lang waren de Ulaid zwak als vrouwen in barenstijd. Aangezien de Ulaid zo zwak waren geworden, moest de held Cú Chulainn alleen tegen de Connachta strijden in de Runderroof van Cooley.

## Paardengodin
Macha wordt gezien als een geëuhemeriseerde paardengodin net als Rhiannon in het Welshe verhaal Pwyll heer van Dyved (Mabinogion). Macha en Rhiannon zijn versies van de continentale godin Epona (groot paard). Net als Rhiannon kiest Macha zelf een sterfelijke echtgenoot en brengt hem grote welvaart. Beiden worden met de grote snelheid van het paard in verband gebracht. Rhiannon is nog het meest vermenselijkt, want ze rijdt op het snelste paard en kan door niemand worden ingehaald. Macha rent zelf harder dan welk paard ook.